# Poule du New Hampshire
Pour les articles homonymes, voir New Hampshire.
La poule New Hampshire est une race de poule domestique originaire d'Amérique du Nord.

## Description

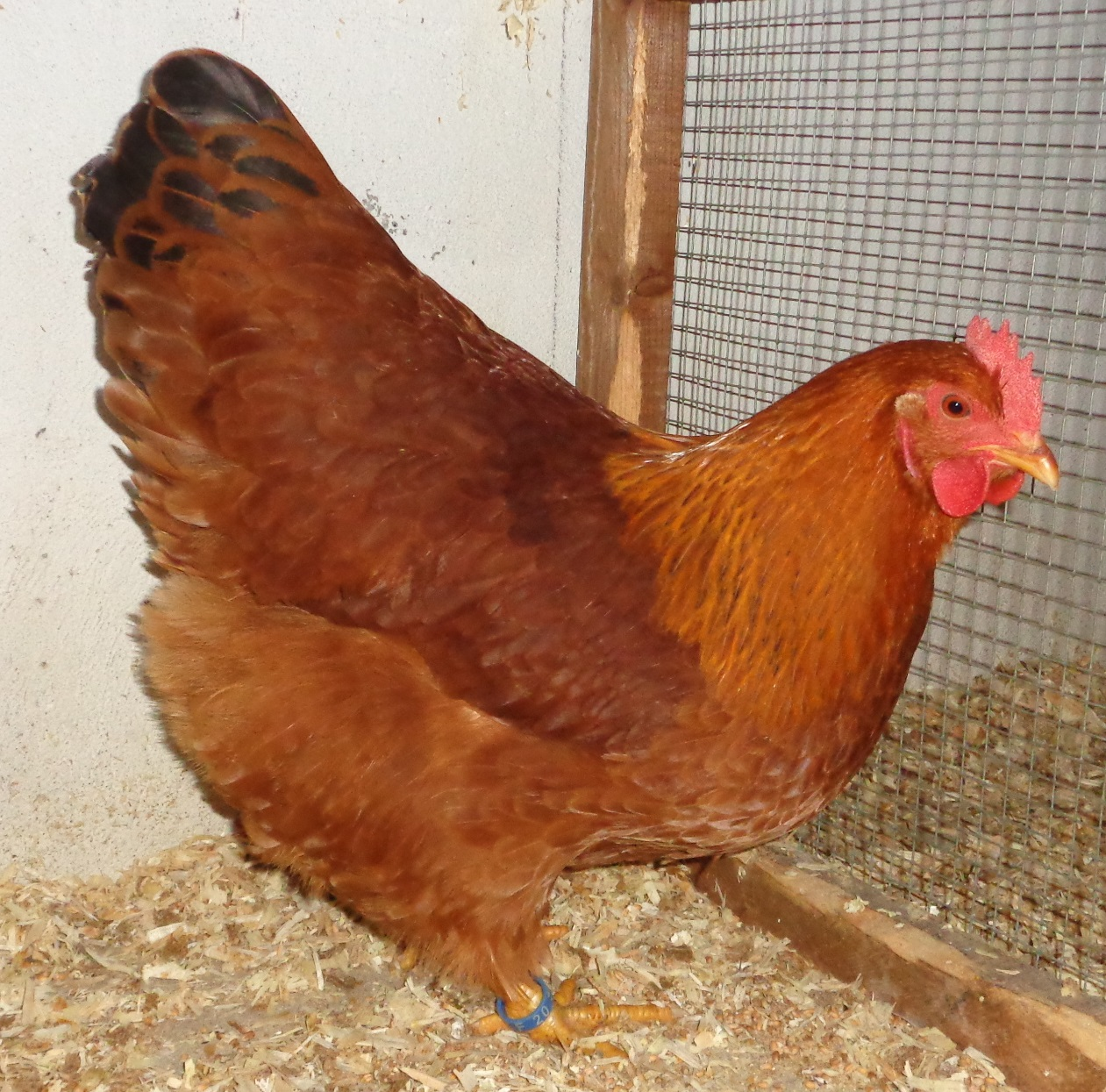
Poule New Hampshire fauve acajou à queue noire (grande race)

C'est une volaille à deux fins, chair et ponte, précoce et vigoureuse, assez forte, mais élégante, à ligne du dos concave.

### Origine
Elle est originaire de l'État du New Hampshire aux États-Unis et a été importée en Europe en 1950. Elle a été développée à partir de la Rhode Island acajou, vers 1915.

### Standard officiel
- Crête : simple
- Oreillons : rouges
- Couleur des yeux : rouge orangé
- Couleur de la peau : jaune
- Coq New-Hampshire blancCouleur des tarses : jaune

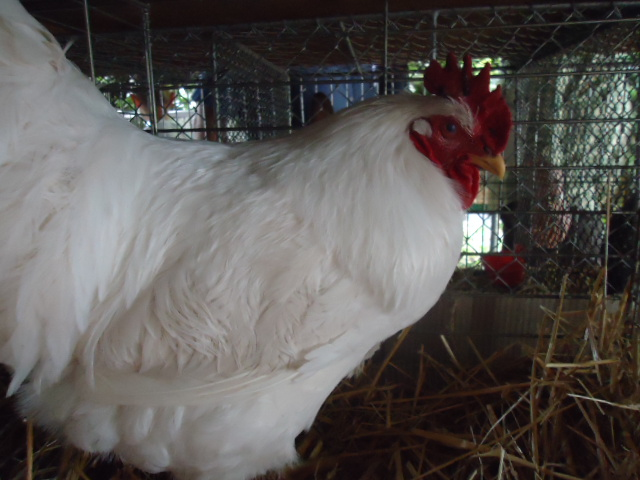
Coq New-Hampshire blanc

- Variétés de plumage : fauve acajou à queue noire, fauve acajou à queue bleue, blanche

Grande race :
- Masse idéale : Coq : 3 à 3,5 kg ; Poule : 2,2 à 2,7 kg
- Œufs à couver : min. 55g, coquille brune
- Diamètre des bagues : Coq : 22mm ; Poule : 20mm

Naine :
- Masse idéale : Coq : 1 kg ; Poule : 900g

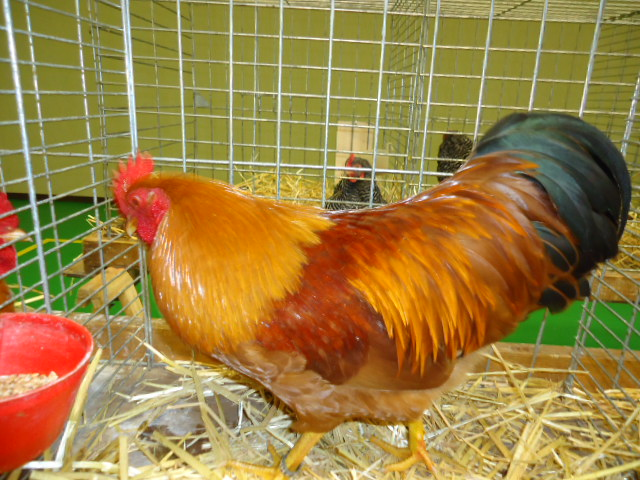
Coq New-Hampshire fauve acajou à queue noire nain

- Coq New-Hampshire fauve acajou à queue noire nainŒufs à couver : min. 40g, coquille brune
- Diamètre des bagues : Coq : 14mm ; Poule : 12mm
  - La forme naine a été fixée aux États-Unis et en Europe en 1961.

## Sources
- Le Standard officiel des volailles (Poules, oies, dindons, canards et pintades), édité par la Société centrale d'aviculture de France.